# BBC Тело человека
«Тело человека» — документальный фильм из семи серий, впервые вышедший на экраны 20 мая 1998 года на BBC One и представленная учёным-медиком Робертом Уинстоном. В сериале, посвящённом совместному производству BBC и TLC, рассматриваются механизмы и чувства человеческого тела от рождения до смерти.
Сериал был номинирован на многочисленные награды, выиграв несколько, в том числе три премии BAFTA, четыре премии RTS и премию Пибоди.

## История создания
Описывается как «первый крупный телесериал Би-би-си о биологии человека». На формирование окончательного набора программ о человеческом теле ушло более двух лет. Сериал спродюсирован Ричардом Дэйлом и представлен профессором Робертом Уинстоном, экспертом-репродуктологом.
В сериале использовались различные методы для представления обсуждаемых тем, в том числе эндоскопы и компьютерная графика для внутренних снимков, таймлапс для демонстрации роста волос и ногтей, магнитно-резонансная томография и растровая электронная микроскопия.

## Эпизоды
1. «История жизни» — каждую секунду в теле открывается мир чудесных микроскопических событий. (20 мая 1998)
2. «Обыкновенное чудо» — драма зачатия активирует самую совершенную машину жизнеобеспечения на земле. (27 мая 1998)
3. «Первые шаги» — за четыре года новорожденный ребёнок изучает все навыки жизнедеятельности. (3 июня 1998)
4. «Период полового созревания» — Американские горки, управляемые гормонами, иначе известные как подростковый возраст! (10 июня 1998)
5. «Мозг человека» — мозг взрослого человека является самым сложным и загадочным объектом во вселенной. В этом эпизоде Уинстон намеренно употребляет спиртное в ресторане, чтобы показать влияние алкоголя на мозг. (17 июня 1998)
6. «Создание „Тела человека“» — Уинстон раскрывает секреты своего сериала о биологии человека (21 июня 1998)
7. «Проходят годы» — гораздо сложнее и увлекательнее, чем просто закат. (24 июня 1998)
8. «Таинство смерти» — даже после смерти тело раскрывает удивительные секреты. (25 июня 1998)

## Критика
Сериал получил 6,3 миллиона зрительских просмотров, а доля аудитории составила 38 %.

### Номинации и награды
Сериал был номинирован на многочисленные награды, выиграв несколько, в том числе три премии BAFTA, четыре премии RTS и премию Пибоди.
| Год  | Награда                                                | Результат | Номинант                                                                                      | Номинация / Комментарий |
| ---- | ------------------------------------------------------ | --------- | --------------------------------------------------------------------------------------------- | --- |
| 1998 | British Academy Television Awards                      | Победа    | Ричард Дэйл                                                                                   | Best Factual Series |
| 1998 | British Academy Television Awards                      | Победа    | Ричард Дэйл                                                                                   | Originality |
| 1998 | British Academy Television Awards                      | Победа    | Тим Гудчайлд, Дэвид Хейт                                                                      | Best Graphic Design |
| 1998 | British Academy Television Awards                      | Номинация | Крис Хартли, Дэвид Барлоу, Тим Шеперд, Роб Франклин                                           | Best Photography (Factual) |
| 1998 | British Academy Television Awards                      | Номинация |                                                                                               | Best Sound (Factual) |
| 1998 | Royal Television Society Awards                        | Победа    | Тим Гудчайлд, Дэвид Хейт                                                                      | Best Graphic Design — Programme Content Sequences |
| 1998 | Royal Television Society Awards                        | Победа    | Крис Хартли, Дэвид Барлоу, Тим Шеперд, Роб Франклин                                           | Best Lighting, Photogtaphy & Camera — Photography Documentary/Factual                                                                                               |
| 1998 | Royal Television Society Awards                        | Победа    | Тим Гудчайлд, Дэвид Барлоу, Тим Шеперд, Стив Боуман                                           | Best Visual Effects |
| 1998 | Royal Television Society Awards                        | Победа    |                                                                                               | Craft and Design Innovation |
| 1998 | Royal Television Society Awards                        | Номинация |                                                                                               | Team Award |
| 1998 | National Television Awards                             | Номинация |                                                                                               | Most Popular Documentary Series |
| 1998 | George Foster Peabody Awards                           | Победа    |                                                                                               | «Необходимое технически, всегда остроумное, энергичное и инновационное, „Тело человека“ увлекает нас в невероятное путешествие и за это заслуживает Премию Пибоди». |
| 1999 | International Monitor Awards                           | Победа    | Кристофер Спенсер за эпизод «Таинство смерти»                                                 | Documentaries — Director |
| 1999 | San Francisco International Film Festival Silver Spire | Победа    | Алан Букбайндер, Лоррэйн Хеггесси, Ричард Дэйл, Кристофер Спенсер за эпизод «Таинство смерти» | Television — Science and Nature |
| 1999 | International Documentary Association Awards           | Номинация | Сандра Грегори, Ричард Дэйл                                                                   | Limited Series |

## Другие форматы
На DVD сериал был выпущен в июле 2001 года и включает в себя 50-минутную опцию «Создание „Тела человека“» — заключительный обзор, раскрывающий методы и разработки, благодаря которым был снят фильм.
Телесериал был адаптирован под фильм, выпущенный для кинотеатров IMAX. Фильм получил награду Best Film For Lifelong Learning award от Giant Screen Theatre Association.

## Книга
Сопроводительная книга к сериалу была написана Энтони Смитом. Согласно одному из отзывов, «Смит выходит за рамки анатомических мелочей, чтобы записать убедительный рассказ нашего тела с сопереживанием и чёткостью».